# メディア・広告・映画演劇労働組合連合会
メディア・広告・映画演劇労働組合連合会（メディア・こうこく・えいがえんげきろうどうくみあいれんごうかい、略称：メディア労連（メディアろうれん））は、放送、映画等メディア産業の労働組合の産別組織である。日本労働組合総連合会（連合）に加盟している。

## 概要
メディア関連の労働者約10,000人を組織する。現在はNHKとその関連企業を組織するNHK労連と東宝関係企業を中心とした映画関連産業を組織する全映演の2組織が加盟しているが、将来的にはメディア関連産業全体を組織することを目指しており、近くメディア労連に加盟する組織も想定している。

## 歴史
連合では、従来傘下になかったメディア系の産別を結成するため、2010年より勉強会を始めていた。そして2017年に従来直接連合に加盟していたメディア系労組であるNHK労連と全映演により新産別を結成することとなり、NHK労連と全映演の加盟形態の変更が9月27日に開催された連合第26回中央執行委員会によって承認され、10月2日に、メディア・広告・映画演劇労働組合連合会（メディア労連）が結成された。

## 構成組織
- NHK関連労働組合連合会（NHK労連）
- 全国映画演劇労働組合（全映演）
- 山陽放送第一労働組合（2017年11月1日加入）[5]